# 久米一正
久米 一正（くめ かずまさ、1955年7月26日 - 2018年11月23日）は、静岡県出身の元サッカー選手。（公社）日本プロサッカーリーグ参与。
永きにわたって複数のJリーグクラブでゼネラルマネージャー（GM）をはじめとするクラブ強化担当を歴任しており、日本のサッカー界におけるGMの草分け的存在として知られる。

## 来歴
静岡県浜松市出身。静岡県立浜名高等学校ではサッカー部主将として活躍。後にチームメイト、さらには監督と強化担当という間柄となる西野朗とは高校時代から面識があり、西野曰く「泥んこが似合う“暴れん坊”」だったという。高校卒業後は母子家庭で苦労をかけた母を助けるために地元の実業団に入社を予定していたが、逆に母から「将来のために、人脈を広げてきなさい」と地元を出るように勧められたこともあり中央大学に進学。同級生には早野宏史がいた。サッカー部でも4年次に主将を務め、試合に出られない4年生の不満をいかに解消するかを考えることで「どうやったら人のモチベーションは上がるのか」という人心掌握術を学んだと後に語っている。
1978年に日立製作所に入社、コンピュータ事業本部に籍を置きながら、同社サッカー部ではMFとして西野とともに活躍。1985年の引退までに日本サッカーリーグ (JSL) 132試合11得点を挙げる。その後は社業（政府系金融機関へのコンピュータ営業担当）に専念していたが、1988年、前年JSL2部に降格したサッカー部の渉外担当マネジャーとして再びサッカーに関わることになる。久米は「大学のキャプテンを獲得する」というコンセプトで補強を実行し、精神的支柱のできたチームは1990年に1部復帰を果たす。1991年からは日本サッカー協会 (JFA) とJリーグに出向してJSL事務局長を務め、川淵三郎・小倉純二・森孝慈・木之本興三・佐々木一樹とともにJリーグの立ち上げに尽力、初代のJリーグ事務局長も務めた。この時に、久米は現在のJリーグ優勝杯である「銀皿（マイスター・シャーレ）」製造の発注を一任されていたという。
1994年からは日立サッカー部がプロ化した柏レイソルの運営会社・日立スポーツ（現商号：日立柏レイソル）に出向。1996年から強化本部長を務めた。日立は野村六彦以来中大出身者が多く自身も日立・柏の強化担当・GMとして渡辺毅、大熊裕司、横山雄次、沢田謙太郎等中大出身者をピックアップした。また、アトランタ五輪元日本代表監督の西野を招聘したのも久米であった。久米が強化担当となって以降、1996年、1997年、1999年、そして2000年にはリーグの優勝争いをするまでにチームを育て、1999年には、ナビスコカップ優勝に導くなどチームの強化に手腕を発揮、久米自身も日立の参事（役員クラス）にまで上り詰めていた。しかし2001年ファーストステージ終了後、当時柏の監督だった西野を解任。2002年にはファーストステージ終盤に7連敗を喫してJ2降格危機に陥り当時のスティーブ・ペリマンを監督から解任。最終的にレイソルは、その年J1に残留したが、降格危機に陥った責任を取り強化本部長を辞任し社業に専念するよう命じられる。これに対し、川淵が「せっかくサッカー界で経験を積み、人脈を得たのだから、親会社に戻るのはもったいない」と猛反発したことや、西野解任時に西野から言われた「おまえはいいよな、（日立からの出向で身分が保障されて）“ぬくぬく”だよな」との言葉が頭に残っていたこともあり、「会社内の出世レースで勝っても仕方がない。好きなサッカーで飯を食おう」と決心して20年以上籍を置いた日立を退職する。
翌2003年、オファーを受けていた清水エスパルスに加入し同年10月から2007年まで強化育成本部長を務めた。清水時代ではそれまでユースからの大量昇格をしていた（いわば『地元中心』の選手獲得であった）チームの方針を転換し、スカウトを充実させ多くの若手有望選手を入団させ、残留争いに巻き込まれるなど下位に低迷していた清水の世代交代に成功し、2006年・2007年シーズンとリーグ戦2年連続4位の成績を収めた。
清水で一定の手応えを感じたことと、妻を亡くして環境を変えたかったこともあり、2007年シーズンをもって清水を去り、翌2008年、名古屋グランパスでクラブ初のGMに就任。名古屋では日立の人事考課システムを参考に清水時代に作成した「GMマニュアル」を基に、それまで統一されていなかった年俸の査定基準を見直して誰もが納得する総合評価システムを導入した。その結果、毎年の様に出していた「契約更改での『越年者』」がそのシーズンは「ゼロ」で、関係者を大きく驚かせたという。選手補強などでも手腕を発揮し、浦和から名古屋に移籍した田中マルクス闘莉王に「久米さんの話術にやられました」といわせたほどであった。結果、2010年シーズンに名古屋はクラブ史上初のリーグ戦優勝を果たすことになった。
2010年9月より、日本サッカー協会の技術強化委員を兼任。
2015年4月16日、この日行われた（株）名古屋グランパスエイトの定時株主総会及び取締役会において、同社の代表取締役社長に就任。親会社のトヨタ自動車出身者以外では初の社長となり、また初の常勤社長となる。同年4月28日には（公社）日本プロサッカーリーグの理事（非常勤）に就任。
2015年11月24日、GM補佐だった小倉隆史がGM兼監督に就任し、久米はGMを退任して社長専任となることが発表された。しかし翌2016年、名古屋はシーズン16位に終わり初のJ2降格が決定。降格の責任を取る形で、11月9日付で社長職を退任した。後任の社長はトヨタ自動車相談役・技監で名古屋グランパスエイト代表取締役副会長だった佐々木眞一。
2018年1月1日付で、清水のGMに就任。強化育成本部長として在籍していた2007年以来11年ぶりの復帰となったが、同年11月23日、大腸がんのため急逝。63歳没。

## 所属クラブ
- 1971年 - 1973年 浜名高校
- 1974年 - 1977年 中央大学
- 1978年 - 1985年 日立製作所

## 個人成績
| 国内大会個人成績 | 国内大会個人成績 | 国内大会個人成績 | 国内大会個人成績 | 国内大会個人成績 | 国内大会個人成績 | 国内大会個人成績 | 国内大会個人成績 | 国内大会個人成績 | 国内大会個人成績 | 国内大会個人成績 | 国内大会個人成績 |
| 年度             | クラブ           | 背番号           | リーグ           | リーグ戦         | リーグ戦         | リーグ杯         | リーグ杯         | オープン杯       | オープン杯       | 期間通算         | 期間通算         |
| 年度             | クラブ           | 背番号           | リーグ           | 出場             | 得点             | 出場             | 得点             | 出場             | 得点             | 出場             | 得点             |
| 日本             | 日本             | 日本             | 日本             | リーグ戦         | リーグ戦         | JSL杯            | JSL杯            | 天皇杯           | 天皇杯           | 期間通算         | 期間通算         |
| ---------------- | ---------------- | ---------------- | ---------------- | ---------------- | ---------------- | ---------------- | ---------------- | ---------------- | ---------------- | ---------------- | ---------------- |
| 1978             | 日立             | 17               | JSL1部           | 15               | 0                |                  |                  |                  |                  |                  |                  |
| 1979             | 日立             | 17               | JSL1部           | 16               | 3                |                  |                  |                  |                  |                  |                  |
| 1980             | 日立             | 13               | JSL1部           | 8                | 0                |                  |                  |                  |                  |                  |                  |
| 1981             | 日立             | 12               | JSL1部           | 18               | 2                |                  |                  | 2                | 1                |                  |                  |
| 1982             | 日立             | 10               | JSL1部           | 17               | 3                |                  |                  |                  |                  |                  |                  |
| 1983             | 日立             | 10               | JSL1部           | 18               | 1                |                  |                  |                  |                  |                  |                  |
| 1984             | 日立             | 10               | JSL1部           | 18               | 1                |                  |                  |                  |                  |                  |                  |
| 1985             | 日立             | 10               | JSL1部           | 22               | 1                |                  |                  |                  |                  |                  |                  |
| 通算             | 日本             | 日本             | JSL1部           | 132              | 11               |                  |                  |                  |                  |                  |                  |
| 総通算           | 総通算           | 総通算           | 総通算           | 132              | 11               |                  |                  |                  |                  |                  |                  |

## 引退後経歴
- 1988年-1990年　日立製作所本社サッカー部マネージャー
- 1991年 日本サッカーリーグ事務局長
- 1992年-1993年 日本プロサッカーリーグ事務局長
- 1994年-2002年 柏レイソル
  - 1996年-2002年：強化本部長
- 2003年-2007年 清水エスパルス
  - 2003年：経営企画室長、強化育成本部長補佐
  - 2003年10月-2007年：強化育成本部長
- 2008年-2016年11月 名古屋グランパス
  - 2008年-2015年4月:チーム統括本部長兼ゼネラルマネージャー
  - 2015年4月-2015年11月：代表取締役社長兼ゼネラルマネージャー
  - 2015年11月-2016年11月：代表取締役社長
- 2018年 清水エスパルスゼネラルマネージャー
- 2010年9月- 日本サッカー協会役員（兼務）
  - 2010年-2014年：技術強化委員・国際マッチメイク委員
  - 2015年-2016年：評議員
  - 2016年-：将来構想委員
- 2015年4月-：日本プロサッカーリーグ（兼務）
  - 2015年4月-2017年6月：非常任理事
  - 2017年6月-：参与

## 著書
- 『人を束ねる―名古屋グランパスの常勝マネジメント』（幻冬舎新書、2012年3月）ISBN 9784344982567

### 注記
1. ↑  地元の強豪チームであった本田技研工業とヤマハ発動機（後のジュビロ磐田）からもオファーを受けていたという[4]。
2. ↑  ちなみに、日立時代の当初は久米がレギュラーで西野が控えだったという[3]。

## 参考資料
- “名古屋グランパスGM久米一正と、サッカー監督西野朗。 旧友でありライバルでもあるふたりによるトークイベントをレポート。”. ぴあ中部版WEB (2013年5月9日). 2015年4月30日閲覧。
- “トヨタが雇った再建屋は日立出身のセールスマン 名古屋グランパスGM・久米一正【上】”. 東洋経済オンライン.  東洋経済新報社 (2009年9月30日). 2015年4月30日閲覧。
- “トヨタが雇った再建屋は日立出身のセールスマン 名古屋グランパスGM・久米一正【下】”. 東洋経済オンライン.  東洋経済新報社 (2009年10月1日). 2015年4月30日閲覧。